# Francesco Carrara (cardinal)
Pour les articles homonymes, voir Carrara et Francesco Carrara.
Francesco Carrara (né le 5 novembre 1716 à Bergame, en Lombardie et mort le 26 mars 1793 à Rome) est un cardinal italien du XVIIIe siècle .

## Biographie
Francesco Carrara exerce diverses fonctions au sein de la Curie romaine. Le pape Pie VI le crée cardinal lors du consistoire du 14 février 1785. Il est camerlingue du Sacré Collège en 1790.

## Œuvres
- (it) La caduta del Velino nella Nera, Roma, Arcangelo Casaletti, 1779 (lire en ligne)

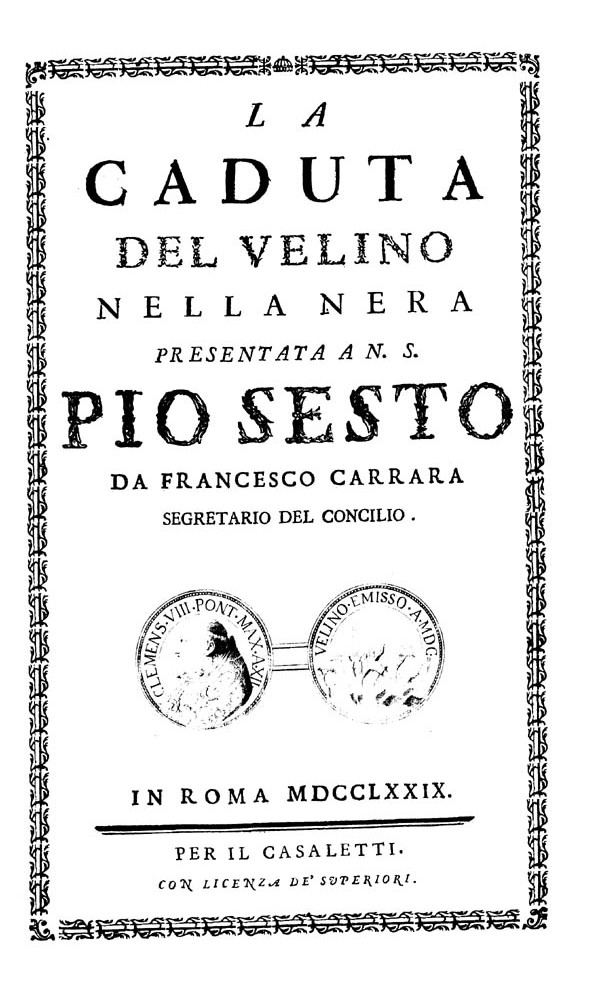
La caduta del Velino nella Nera, 1779